# Квантовый скачок (телесериал, 1989)
«Квантовый скачок» (англ. Quantum Leap) — фантастический американский телесериал, транслировавшийся по NBC с 26 марта 1989 до 5 мая 1993 года. Создан Дональдом П. Беллисарио. В главных ролях снялись Скотт Бакула в роли доктора Сэма Беккета — физика, застрявшего во времени после неудачного эксперимента, и Дин Стокуэлл в роли его друга Эла Калавичи, помогающего Сэму выпутаться из неприятностей.

## Сюжет
1995 год. Разработав теорию о том, что человек может путешествовать во времени в пределах продолжительности собственной жизни, доктор Сэмюэл Беккет на базе в пустыне Нью-Мексико (США) возглавил сверхсекретный проект под названием «Квантовый скачок». Оказавшись перед необходимостью подтвердить свою теорию или потерять финансирование, доктор Сэм Беккет шагнул в квантовый ускоритель.
По причине сбоя в работе ускорителя вместо запланированного исследования сознание Беккета покинуло его тело и попало в 1968 год в тело случайного человека, а сам он впал в кому. Чтобы помочь ему, в прошлое отправляют в виде голограммы его коллегу Альберта Калавичи по кличке Эл, который работал вместе с ним над проектом. Эл может проецировать свою голограмму в прошлое, но её могут видеть и слышать только Сэм, животные, маленькие дети и сумасшедшие. Он с помощью суперкомпьютера «Умник» выясняет, что именно Сэм должен изменить. Эл сообщает, что он должен решить проблему человека, на месте которого оказался, после чего произойдёт квантовый скачок, который возможно вернёт его обратно домой. Но к сожалению этого не происходит, и после скачка он перемещается в тело нового человека. Теперь Сэм оказывается на месте других людей в решающие дни их прошлого, чтобы изменить историю и предотвратить беду, случившуюся когда-то давно, — спасти жизнь человеку, сохранить семью, не оставить нераскрытым преступление. Как только миссия завершена, Сэм немедленно перемещается. В течение фильма Сэм оказывается в теле обезьяны, своего помощника Эла, убийцы Джона Кеннеди Ли Харви Освальда и даже самого себя в юности. 
Ни Сэм, ни Эл не понимают до конца природу тех сил, что управляют квантовыми скачками — переходами во времени. Переход из одного времени в другое является неконтролируемым и может произойти в самое неподходящее время, тем не менее, для героев очевидно, что он контролируется некими высшими духовными силами.
Сэм появляется в прошлом, вооружённый новейшими знаниями из области естественных наук, медицины, психологии. Но больше всего учёному помогают врождённые доброта и чувство справедливости. На протяжении всего сериала доктор Беккет, оказавшийся в ловушке прошлого, перемещается из одной жизни в другую, борется с несправедливостью и каждый раз надеется, что следующий квантовый скачок вернёт его домой и позволит стать самим собой.

## Актёрский состав
- Скотт Бакула — доктор Сэмюэл Беккетт
- Дин Стоквелл — адмирал Альберт (Эл) Калавичи
- Дебора Прэтт — Зигги, рассказчик
- Деннис Вулфберг — Ирвин Гушман (Гуши)
- Кэнди Энн Браун — доктор Вербина Бикс

## Описание эпизодов сериала «Квантовый скачок»
Во время многих квантовых скачков Сэм неоднократно встречается с историческими личностями или принимает участие в реальных исторических событиях.

### Первый сезон (26 марта 1989 — 17 мая 1989)
| Номер эпизода | дата показа    | Название эпизода                                    | Дата скачка                             | Описание |
| ------------- | -------------- | --------------------------------------------------- | --------------------------------------- | --- |
| 1-2           | 26 марта 1989  | Genesis — «Генезис»                                 | 8 июля 1956 года / 1968 год             | Сэм попадает в тело Тома Стрэттона, летчика-испытателя X-2. В 1956 году действительно имели место испытания этого самолёта, 25 июля он сумел достичь скорости в 3М. 27 сентября вторая модификация X2 терпит катастрофу, причины установить не удалось. После этого Сэм на короткое время попадает в тело бейсболиста Тима Фокса. |
| 3             | 31 марта 1989  | Star-Crossed — «Звёздное предначертание»            | 15 июня 1972 года                       | Сэм в облике Джеральда Брайанта, преподавателя университета, пытается устроить одной из своих студенток встречу с отцом в Уотергейтском отеле, случайно наводит охранников отеля на мысль о возможном взломе, тем самым провоцируя Уотергейтский скандал. В роли студентки снялась Тери Хэтчер. |
| 4             | 7 апреля 1989  | The Right Hand of God — «Десница Божия»             | 24 октября 1974 года                    | Мухаммед Али дерется с Джорджем Форманом. Сэм, вооружённый знаниями из будущего, ставит все сбережения боксера Кита Коди и его жены на Мухаммеда Али и выигрывает 48 000 долларов. |
| 5             | 14 апреля 1989 | How The Tess Was Won — «Как Тесс была завоевана»    | 5 августа 1956 года                     | Сэм устраивает личную жизнь ветеринара Дэниела Янга, а заодно помогает ещё молодому Бадди Холли написать одну из своих самых известных песен — «Пегги Сью». |
| 6             | 21 апреля 1989 | Double Identity — «Раздвоение личности»             | 8 ноября 1965 года / 9 ноября 1965 года | Сэм попадает в тело гангстера Франческо де Пальмы. В будущем Живчик и Эл пытаются вернуть Сэма в будущее, и нечаянно устраивают аварию, из-за которой всё северо-западное побережье США и часть Канады остались без электричества более чем на 13 часов. Сэм же «переселяется» в тело дона Джино Фроскатти, главы мафии. |
| 7             | 3 мая 1989     | The Color of Truth — «Цвет истины»                  | 8 августа 1955 года                     | Сэм становится старым афроамериканцем Джесси Тайлером, водителем Мелани Трэфорд, вдовы прежнего управляющего Алабамы. Он на собственном опыте узнает, что значит быть чёрным на Юге страны. В оригинальной истории Мелани должна погибнуть под колесами поезда, выехав на машине на железнодорожные пути — Беккет должен не допустить этого. Ещё Сэму придется спасать Нэл, внучку Джесси, которая из-за сына шерифа попадает в автомобильную аварию. В больнице «для белых» девушку сначала не захотели принять, но благодаря вмешательству Мелани всё-таки взялись её лечить. Сэма сажают в камеру предварительного заключения, так что спасать Мелани от поезда придется Элу — каким-то образом ему удаётся «докричаться» до неё и в последний момент заставить отъехать от железной дороги. |
| 8             | 10 мая 1989    | Camikazi Kid — «Парень-камикадзе»                   | 6 июня 1961 года                        | Сэм становится Кэмероном Уилсоном — 17-летним подростком с прыщавой физиономией, который любит машины и фаст-фуд. Беккет шутит, что, наверное, он должен исправить внешний вид. Но в действительности ему нужно побеспокоиться о его старшей сестре, которая собирается замуж за крутого парня — в будущем продавца подержанных машин и пьяницу. В этой же серии Сэм встречает 5-летнего Майкла Джексона и показывает ему знаменитую «лунную походку». |
| 9             | 17 мая 1989    | Play It Again, Seymour — «Сыграй это снова, Сеймур» | 14 апреля 1953 года                     | Сэм становится Ником Алленом, частным детективом, который выглядит точь-в-точь как Хамфри Богарт, и встречается в аэропорту с ещё молодым Вуди Алленом, который просит у него автограф. |

### Второй сезон (20 сентября 1989 — 9 мая 1990)
| Номер эпизода | дата показа      | Название эпизода                                         | Дата скачка                          | Описание |
| ------------- | ---------------- | -------------------------------------------------------- | ------------------------------------ | --- |
| 1 (10)        | 20 сентября 1989 | Honeymoon Express — «Свадебный экспресс»                 | 26 мая 1957 года/27 апреля 1960 года | Для того чтобы Сенат продолжил финансирование проекта «Квантовый скачок», Элу нужно убедить его представителя, 30 лет назад победившего на выборах другого кандидата Диану МакБрайт, в том, что пребывание Сэма Беккета в прошлом действительно влияет на настоящее, в том числе на политику. Тем временем Сэм оказывается на месте полицейского Тома МакБрайта, который недавно женился на Диане Браун (той самой, которая в будущем проиграет на выборах) и отправился с ней в путешествие на «Свадебном экспрессе». Беккет узнает, что его хочет убить бывший муж-контрабандист его невесты, Роже. Но цель Сэма — помочь Диане поступить в адвокатуру. Также Эл сообщает ему, что нельзя допустить вылета американского самолёта-разведчика U-2, который должны сбить русские. Отец Дианы, Макс Браун — сенатор штата Огайо, и Сэм просит её позвонить ему и убедить отложить вылет, но, как назло, Макс уезжает на рыбалку. Перед экзаменом Беккет проверяет знания Дианы и находит в них ошибку, которая сыграла в будущем роковую роль. Сэм помогает Диане её исправить, и через много лет девушка сможет победить на выборах. Более того, она решит продлить финансирование Проекта ещё на год. В начале эпизода показан один из самых лёгких квантовых скачков Сэма — его целью было снять котёнка с дерева в 1957 году. |
| 2 (11)        | 27 сентября 1989 | Disco Inferno — «Ад на дискотеке»                        | 1 апреля 1976 года                   | Сэм становится каскадером Чедом Стоуном. Он с младшим братом Крисом и отцом снимается в фильме «Ад на дискотеке». Эл говорит, что Сэм должен спасти Криса от гибели во время исполнения очередного трюка. Несмотря на опасность профессии, отец хочет, чтобы Крис стал каскадером, как и все в их роду. Но Крис отлично играет на гитаре и мечтает стать музыкантом. Беккет с помощью Трейси Бор, с которой он познакомился на съемочной площадке, помогает Крису выступить на концерте. Он приглашает туда их отца, но тот не желает ничего слушать, напивается и уходит. Крис возвращается на съемочную площадку и в тот же день чуть не погибает под обломками обрушившихся во время трюка с петардами декораций. Дома Крис со сломанной ногой, его отец и Беккет со своей девушкой Шеннон смотрят по телевизору прибытие президента Джеральда Форда. Эл подсказывает Сэму, что Форд упадет с нижней ступени трапа. Беккет спорит с отцом на судьбу Криса, что все будет именно так. Естественно, он выигрывает, и Крис становится музыкантом. |
| 3 (12)        | 11 октября 1989  | The Americanization of Machiko — «Американизация Мачико» | 4 августа 1953 года                  | Как моряк Чарльз Ли Маккензи, вернувшийся из Японии, Сэм привозит свою жену-иностранку в маленький американский городок. Теперь он должен сделать так, чтобы его семья и горожане приняли японку. Особенно недоброжелательно отнеслись к иностранке мать Чарльза и парень по имени Расти, сошедший с ума после Второй мировой. Однажды мать Чарльза доводит Мачико и она убегает из дома. На улице бушует ураган, Мачико подбирает на своем грузовике Расти и увозит к себе домой. Сэм бросается в погоню, завязывается драка, во время которой Мачико была серьёзно ранена. Беккет, расправившись с Расти, увозит жену в больницу, где её удалось спасти. Позже Сэм выполняет своё задание — оформляет брак с Мачико по американским законам. Наконец-то она становится полноправной американкой, принятой новой семьёй и новой страной. |
| 4 (13)        | 25 октября 1989  | What Price Gloria? — «Назови цену, Глория?»              | 16 октября 1961 года                 | В первый раз за время своих путешествий Сэм становится женщиной — очаровательной секретаршей Самантой Стормер, которая работает в автомобильной корпорации и на которую положил глаз её босс Бадди Райт. «Наконец-то меня будут называть по имени» — шутит он. Сэму нужно спасти свою соседку по комнате, Глорию Коллинз, которая пытается покончить жизнь самоубийством после того, как её бросил все тот же босс, который уже дважды был женат. Сэм удерживает её от падения с карниза. Позже Глория выйдет замуж и станет матерью. Саманта удочерит девочку и станет основательницей одного из первых обществ матерей-одиночек, хотя так никогда и не выйдет замуж. Напоследок Сэм преподал Бадди хороший урок за то, что тот пытался к нему приставать. |
| 5 (14)        | 1 ноября 1989    | Blind Faith — «Слепая вера»                              | 6 февраля 1964 года                  | В то время, как The Beatles готовятся обрушиться ураганом на Америку, Сэм Беккет оказывается в теле Эндрю Росса, слепого пианиста с блестящими способностями. Эндрю выступает в Карнеги-Холл с ассистенткой Мишель, которая должна стать третьей жертвой серийного маньяка-убийцы, подстерегающего прохожих в Центральном парке Нью Йорка. Мать Мишель против любви её дочери к Эндрю. Однажды она застала Сэма читающим надписи на коробке с кормом для своей собаки-поводыря Шопена, и пообещала разоблачить зрячего мошенника, если он не отстанет от её дочери. После очередного концерта Мишель убегает в парк и оказывается схвачена маньяком, но Беккет натравливает на него Шопена, связывает и сдает полиции. Мать Мишель так и не смогла доказать, что Эндрю зрячий. Она устроила ему проверку, поднеся к глазам зажженную спичку, но Беккет, ослепленный ранее фотовспышкой, не отреагировал на неё. Сэм помог ей понять Мишель, и после спасения дочери она больше не сопротивлялась их отношениям. В этой серии Сэм проходит мимо лимузина, в котором находятся The Beatles. |
| 6 (15)        | 8 ноября 1989    | Good Morning, Peoria — «Доброе утро, Пеория»             | 9 сентября 1959 года                 | Сэм становится Чиком — диск-жокеем на радио, борющимся против запрета городских властей на рок-н-ролл. Встретив на радиостанции Чабби Чекера, Сэм ставит в эфир только недавно записанную Чабби песню «The Twist», которая примерно через год достигнет первой строчки Billboard Hot 100. Чабби Чекер снялся в роли самого себя. |
| 7 (16)        | 15 ноября 1989   | Thou Shalt Not… — «Не возжелай…»                         | 2 февраля 1974 года                  | Сэм перевоплощается в раввина Дэвида Баша. Его задача — уговорить жену своего брата Джо не разрушать свою жизнь и не связываться с писателем Бертом Гейзерманом, который её обманывает. У Айрин и Джо есть дочь Карен, ради которой Беккет просит их сохранить брак. Джо до сих пор не может простить жене смерть их сына Денни, год назад погибшего во время крушения самолёта. Тогда именно Айрин упросила мужа отпустить Денни в Европу, но ведь катастрофу никто не мог предсказать. Сэм напоминает Джо, что у него есть ещё дочь, которой нужны оба родителя. По ходу сюжета Сэм спасает от удушья подавившегося чем-то доктора Генри Геймлиха. |
| 8 (17)        | 22 ноября 1989   | Jimmy — «Джимми»                                         | 14 октября 1964 года                 | Сэм становится Джимми Ла Матта, молодым человеком с синдромом Дауна. Брат Френк помогает ему устроиться на работу в док, но с условием: если Джимми уволят, он должен вернуться в больницу. Жена Френка, Конни, считает такое решение единственно верным. В доке к Джимми особенно агрессивно отнесся дислексик Блю (дислексики — люди, у которых проблемы с восприятием печатного текста). Сэм рассказывает шефу о болезни Блю, и парень в ярости пытается сбить его погрузочной машиной. Беккет уворачивается, но Блю сталкивает в воду Кори, сына Конни и Френка. Френк вытаскивает сына, но не знает, как оказать первую помощь. Беккет, дипломированный врач, спасает Кори, чем заслуживает уважение Конни и окружающих. В роли Блю снялся Майкл Мэдсен. |
| 9 (18)        | 29 ноября 1989   | So Help Me God — «Так помоги мне Бог»                    | 29 июля 1957 года                    | Сэм оказывается Леонардом Дэнси, адвокатом молодой афроамериканки Делайлы Берри. Её обвиняют в убийстве Хьюстона Палмера Коттера, сына влиятельного предпринимателя. Сначала женщине хотели дать срок в 20 лет, а потом вовсе решили посадить на электрический стул. Против неё — вся Луизиана: белые хотят, чтобы скорее был вынесен приговор, а чёрные желают знать правду, но отказываются давать показания. Так как Делайла не умеет читать, ей сфабриковали обвинение. Сэм вызывает в свидетели Сади, жену предпринимателя, которая видела, как Хьюстон избивал Делайлу. Во время разбирательства Сади рассказывает, что это она случайно застрелила сына, пытаясь защитить Делайлу. После такой трагической развязки Сади сходит с ума. |
| 10 (19)       | 6 декабря 1989   | Catch a Falling Star — «Поймать падающую звезду»         | 21 мая 1979 года                     | Сэм меняется местами с Рэем Хаттоном, дублёром роли Сервантеса в одной из бродвейских постановок, причём материализуется за минуту до того, как поднимется занавес. Его задача — помешать звезде театра, законченному алкоголику Джону О’Мейли, серьёзно покалечиться во время исполнения роли в нетрезвом виде. В театре Сэм встречает свою учительницу фортепиано, в которую был влюблён, когда ему было пятнадцать. Она не знает, что он не Рэй Хаттон, а Сэм Беккет, который до сих пор её любит. Вместе со своей бывшей учительницей Сэму придётся выйти на сцену в спектакле. |
| 11 (20)       | 13 декабря 1989  | A Portrait for Troian — «Портрет для Тройан»             | 7 февраля 1971 года                  | Сэм становится парапсихологом Тимоти Минцем. На этот раз его миссия — спасти молодую красивую вдову Тройан Клэридж, которая верит, что утонувший три года назад муж зовёт её присоединиться к нему. Сэм предполагает, что загадочные звуки и странные сообщения — дело рук её младшего брата Джимми, проматывающего её деньги в Лас-Вегасе. Тот сводит Тройан с ума, расставляя по дому магнитофоны с записями голоса умершего мужа, и даже достаёт со дна озера выброшенную сестрой картину, на которой подрисовывает покойника, утонувшую Тройан и семейный склеп. Когда все его уловки проваливаются, Джимми толкает сестру с моста в озеро, но сам тоже падает. Сэм вытаскивает Тройан, Джимми тонет. |
| 12 (21)       | 3 января 1990    | Animal Frat — «Зверский союз»                            | 19 октября 1967 года                 | На этот раз Сэм — студент-разгильдяй Кнут «Wild Thing» Вайлтон, помешанный на тайном университетском братстве Тау-Каппа-Бета. По-видимому, ему придётся на время отложить банку пива, чтобы завоевать доверие радикала университетского городка Элизабет и не дать ей совершить фатальную ошибку — девушка собирается взорвать химическую лабораторию в протест против войны во Вьетнаме. Она думала, что жертв не будет, но в здании в момент взрыва окажется человек, который погибнет. Обезвредив бомбу, Сэм выясняет, что парень Элизабет Даг подложил вторую, о чём не знала даже сама Элизабет. Не успевая обезвредить вторую бомбу, Сэм выстреливает ею из рогатки куда подальше. Всё позади, но Сэму осталось исполнить один из ритуалов Тау-Каппа-Бета — прыгнуть с вышки в бассейн. Кнут бы промахнулся и сломал шею, но Сэм Беккет справляется без труда. |
| 13 (22)       | 10 января 1990   | Another Mother — «Другая мама»                           | 30 сентября 1981 года                | Сэм снова стал женщиной — разведённой матерью троих детей. Он обнаруживает, что её старший сын Кевин имеет проблемы с полицией, вскоре вовсе выйдет из-под контроля и сбежит из дома, а потом исчезнет в неизвестном направлении. На самом деле это был злой розыгрыш, который устроили Кевину друзья с помощью Джеки Арнетт — девушки, которая ему нравится. Кэвин разозлился и убежал, но по дороге его схватили преступники, посадили в свой фургон и собрались убить. Беккет разыскал Кевина и задержал маньяков, Джеки извинилась перед парнем. Выясняется, что четырёхлетняя девочка, сестра Кевина, может видеть Сэма таким, какой он есть на самом деле, а также голограмму Эла. |
| 14 (23)       | 17 января 1990   | All-Americans — «Финальный матч»                         | 6 ноября 1962 года                   | Став Эдди Веги, звёздным защитником спортивной команды средней школы, Беккет должен помешать лучшему другу этого парня, Чуи Мартинесу, бросить игру во время чемпионата. Мать Чиу задолжала домовладельцу Рубену 800 долларов. Рубен предлагает Чиу простить долг за то, что он напортит команде и они проиграют, но Сэм мешает и этому. В итоге отец Эдди женится на матери Чиу, а команда выигрывает. |
| 15 (24)       | 7 февраля 1990   | Her Charm — «Её обаяние»                                 | 26 сентября 1973 года                | Защитить Дану Бенджер от расправы преступной банды оказывается не такой лёгкой задачей для Сэма, который превратился в агента ФБР Питера Лангли, ведь Лангли сам работает на мафиози Ника Кочефоса, приказавшего убрать свидетельницу. Дана одно время работала на Ника, и он хорошо к ней относился, но на суде законопослушная женщина выступила против известного мафиози. Зная, что за ними следят и от босса не скрыться, Беккет прячет Дану в Беркшире у профессора Лонигро, который помогал ему при разработке теории путешествий во времени. Расправившись с Ником, Питер Лангли всё равно попадет в тюрьму на 8 лет, а Дана выйдет замуж за Лонигро. |
| 16 (25)       | 14 февраля 1990  | Freedom — «Свобода»                                      | 22 ноября 1970 года                  | Молодой Джордж Вашаки, коренной американец, пытается помочь своему деду Джозефу добраться до дома, где старик хочет умереть, в то время как Сэм Беккет перемещается в его жизнь. Сначала Беккет с дедом сбегают из тюрьмы, куда угодили за вождение чужой машины, а потом перед Беккетом встаёт более трудный вопрос — должен ли он отправить больного эмфиземой лёгких старика в больницу, как хочет его внучка Сьюзан, или нужно доставить его домой, как просит сам Джозеф? В конце Джозеф добивается своего, умирая от выстрела полицейского. |
| 17 (26)       | 7 марта 1990     | Good Night, Dear Heart — «Спокойной ночи, дорогая»       | 9 ноября 1957 года                   | Сэм становится Мелвином Спонером, коронером в курортном городке на побережье. Он предполагает, что молодая немка Хила Дамар, недавно покончившая жизнь самоубийством, на самом деле была убита. Сначала Беккет подозревает бывшего парня Хилы, Грегори Трусдейла, потом его отца. Но убийцей оказалась Стефани Хейвуд (роль исполняет Кросс Марсия). |
| 18 (27)       | 14 марта 1990    | Pool Hall Blues — «Блюз из бильярдной»                   | 4 сентября 1954 года                 | Беккет становится Чарли Уолтерсом по прозвищу «Чёрный Маг», легендарным игроком в бильярд. Чтобы сохранить за внучкой Уолтерса Вайолет небольшой бар и спасти её от подчинения негодяю Эдди, Беккет должен обыграть этого молодого человека. Основная проблема в том, что играть в бильярд Сэм не умеет… На помощь приходит Эл: подключив компьютер, он указывает лучом света точки на шаре, по которым должен бить Беккет. Эдди, у которого даже есть кличка «Шулер», пакостит Сэму — подсылает своего дружка, чтобы тот сломал его любимый кий. Как назло в самый ответственный момент в настоящем на базе Проекта отрубается электричество, но Сэм справляется даже без помощи компьютера. |
| 19 (28)       | 28 марта 1990    | Leaping Without a Net — «Скачок без страховочной сетки»  | 18 ноября 1958 года                  | Сэм Беккет, который отлично помнит, что боится высоты, превращается в первоклассного циркового акробата Виктора Панцини, выступающего на трапеции. Его сестра Эва хочет без страховки исполнить опасный номер — тройное сальто. В оригинальной истории её ассистентом был отец, который из-за недавней травмы руки не смог поймать Эву после прыжка, и она разбилась. Сейчас Беккет должен убедить Ласло, что сам должен выступать вместе с Эвой. Отец молодых людей категорически против, ведь ровно год назад его жена Мария разбилась насмерть, пытаясь сделать тройное сальто. Большая проблема ещё в том, что Беккет понятия не имеет о цирковых трюках. Поэтому Эл, в детстве сбежавший из приюта и присоединившийся к цирковой труппе, должен его всему научить… |
| 20 (29)       | 4 апреля 1990    | Maybe Baby — «Может быть, малышка»                       | 11 марта 1963 года                   | Сэм оказывается в теле Бастера, вышибалы из ночного клуба, замешанного в киднепинге маленькой девочки стриптизёршей Банни О’Хара. Оказалось, что похищенная Кристи была ранее отобрана у матери бандитом-отцом. Сэм и Банни возвращают ребёнка маме, а преступник отправляется в тюрьму. |
| 21 (30)       | 2 мая 1990       | Sea Bride — «Морская свадьба»                            | 3 июня 1954 года                     | Сэм оказывается на корабле RMS Queen Mary и обнаруживает, что он — жизнерадостный авантюрист Филипп Дюмон, который должен не допустить брака своей бывшей жены Кэтрин и мафиози Винсента Лоджа, главная цель которого — присвоить семейный бизнес невесты. Неожиданно у Сэма появляется очаровательная сообщница Дженифер Элизабет, младшая сестра Кэтрин. Кроме того, сама Кэтрин действительно любит Филиппа. Винсент-Гадюка пытается убить Сэма, а Кэтрин отказывается выходить замуж за мафиози. |
| 22 (31)       | 9 мая 1990       | M.I.A. — «Пропавший без вести»                           | 1 апреля 1969 года                   | Сэм становится полицейским Джейком Роуленсом из Сан-Диего. Эл сообщает Беккету, что его задача — помешать медсестре из военно-морского флота, которая думает, что её первый муж погиб во Вьетнаме, вступить в брак с юристом. Сначала Сэм решил, что Эл его обманывает, но серия странных совпадений заставляет его задуматься об истинной цели его миссии. Беккет не знает, что медсестра — первая жена Эла, Бет, которая не дождалась Эла из плена во Вьетнаме. Сэм спасает своего напарника Роджера, которому враги устроили засаду. Бет выходит замуж второй раз. |

### Третий сезон (28 сентября 1990 — 22 мая 1991)
| Номер эпизода | Дата показа      | Название эпизода                                                     | Дата скачка          | Описание |
| ------------- | ---------------- | -------------------------------------------------------------------- | -------------------- | --- |
| 1 (32)        | 28 сентября 1990 | The Leap Home, Part 1 — «Скачок домой», 1 часть                      | 25 ноября 1969 года  | На этот раз Сэм становится самим собой в возрасте 16 лет. Эл говорит ему, что он очутился здесь чтобы победить в баскетбольной игре, так как эта игра была поворотным пунктом в жизни многих людей. Но Сэм хочет исправить события из его семейной жизни: не допустить замужества его сестры на алкоголике, смерти отца от сердечного приступа и гибели родного брата во Вьетнаме. В конце серии Сэм выигрывает матч, меняет историю сестры, но не брата. |
| 2 (33)        | 5 октября 1990   | The Leap Home, Part II — Vietnam — «Скачок домой, 2 часть — Вьетнам» | 7 апреля 1970 года   | Из родного дома Сэм попадает во Вьетнам. Он становится Гербертом «Магиком» Уильямсом, военным сигнальщиком во взводе Тома, брата Сэма. Когда взвод готовится к очередной миссии, к ним попадает журналистка Мэгги Долсон, которая хочет написать статью о войне. Разведчики берут её с собой на задание, но та обманом убегает к врагам, прячется в кустах и делает несколько снимков пленных американцев, среди которых находился Эл. Тем временем вьетнамка во взводе оказывается шпионкой, которая привела американских захватчиков в ловушку. Сэм расстреливает вьетнамских военных, Мэгги погибает, но брат Сэма выживает. |
| 3 (34)        | 12 октября 1990  | Leap of Faith — «Вера и неверие»                                     | 19 августа 1963 года | Сэм превращается во Фрэнсиса Пестано, католического священника из Филадельфии, который должен предотвратить смерть свидетеля убийства 12-летнего мальчика. Сам свидетель оказывается священником, пристрастившимся к алкоголю. Но Сэму на самом деле нужно не дать потерять этому священнику веру и самоконтроль. На тренировке по боксу Сэм говорит с одним из учеников, а потом замечает имя на его ящике для хранения — «S. Stallone» |
| 4 (35)        | 19 октября 1990  | One Strobe Over the Line — «Передозировка»                           | 15 июня 1965 года    | Сэм становится популярным фотографом Карлом Крэнстоном, который должен спасти молодую топ-модель от передозировки наркотиков и алкоголя. |
| 5 (36)        | 26 октября 1990  | The Boogieman — «Страшилка»                                          | 31 октября 1964 года | Сэм Беккет превращается в автора второсортных ужастиков Джошуа Рэя, который становится свидетелем серии загадочных убийств и приближается к смертельной схватке с дьяволом, желающим положить конец «вмешательствам» Сэма. Также в этой серии Сэм случайно подсказывает молодому Стивену Кингу сюжет романа «Кристина». |
| 6 (37)        | 2 ноября 1990    | Miss Deep South — «Мисс Южные штаты»                                 | 7 июня 1958 года     | Сэм становится Дарлин Монти, юной участницей конкурса красоты «Мисс Южные штаты». Он должен помочь другой участнице, молодой девушке, которой нечестный фотограф предложил помочь получить третий приз взамен на серию фотографий в обнажённом виде. Она не знает, что, если согласится, фотографии станут широко известны и испортят ей жизнь. |
| 7 (38)        | 9 ноября 1990    | Black and White on Fire — «Чёрные и белые в огне»                    | 11 августа 1965 года | Накануне бунта в Уоттсе Сэм превращается в перспективного афро-американского студента-медика Рэя Харпера, который встречается с белой дочерью капитана полиции. На улицах, погружённых в хаос, Сэм должен бороться, чтобы удержать влюблённых вместе в атмосфере расовой ненависти, которая угрожает жизням обоих. |
| 8 (39)        | 16 ноября 1990   | The Great Spontini — «Великий Спонтини»                              | 9 мая 1974 года      | Теперь Сэм — Гарри Спонтини, старающийся изо всех сил иллюзионист-любитель и художник. Его 12-летняя дочь и ассистентка мечтает обустроиться и спокойно жить вместе с ним. Когда бросившая её мать снова возвращается в их жизнь, Гарри вступает в тяжёлую борьбу за попечительские права. В итоге Сэм воссоединяет семью. |
| 9 (40)        | 30 ноября 1990   | Rebel Without a Clue — «Бессмысленный протест»                       | 1 сентября 1958 года | На этот раз Сэм становится байкером Шейном Томасом. Выясняется, что причина его появления — в девушке, которая является подругой главаря банды, к которой принадлежит Сэм. В оригинальной истории девушка была убита. В этом эпизоде Сэм встречает Джека Керуака, который помогает Сэму отговорить девушку от буквального следования идее книги-бестселлера Керуака «В дороге». |
| 10 (41)       | 21 декабря 1990  | A Little Miracle — «Маленькое чудо»                                  | 24 декабря 1962 года | В канун Рождества Сэм перемещается в тело Реджинальда Пирсена, слуги жестокого богача Майкла Блэйка, напоминающего Скруджа из «Рождественской песни» Чарльза Диккенса, который задумал на месте миссии, где помогают бедным, построить отель-небоскрёб. Сэм решает спасти Майкла, заставив вспомнить прошлое, показав настоящее и будущее. Большую помощь в этом деле ему окажет Эл, которого по невыясненной причине Блейк может видеть. |
| 11 (42)       | 4 января 1991    | Runaway — «Беглянка»                                                 | 4 июля 1964 года     | Сэм впервые становится ребёнком — 13-летним Бучи Риккетом, шпыняемым старшей сестрой Алекс. Бучи с сестрой и родителями отправились в поездку по США, за время которой мать уйдёт от них, что негативно скажется на всей семье. Сэму необходимо примирить родителей, а также проучить Алекс, чтобы она больше не обижала младшего брата. Для этого Сэм спускает её головой вниз в колодец и требует поклясться, что она не будет обижать брата. |
| 12 (43)       | 6 марта 1991     | 8 1/2 Months — «8 1/2 месяцев»                                       | 15 ноября 1955 года  | Сэм становится беременной старшеклассницей Билли Джин Крокетт. Ему нужно уговорить отца девушки разрешить ей оставить ребёнка в семье. В конце Сэм успешно рожает ребёнка. |
| 13 (44)       | 13 марта 1991    | Future Boy — «Парень из будущего»                                    | 6 октября 1957 года  | Доктор Беккет переносится в тело Кенни Шарпа, актёра дневного фантастического сериала для детей. Ему предстоит спасти своего напарника по шоу от смерти. В конце серии Капитан Галактика, перед отправлением в больницу для душевнобольных, зачитывает письмо от маленького Сэма и рассказывает ему свою теорию путешествий во времени. |
| 14 (45)       | 20 марта 1991    | Private Dancer — «Глухая танцовщица»                                 | 6 октября 1979 года  | Доктор Беккет перевоплощается в Рода Маккарти, танцора «Чиппендейлов» — известного в своё время мужского эротического шоу. Его миссия на этот раз заключается в том, чтобы помочь глухой талантливой танцовщице пробиться на сцену. |
| 15 (46)       | 27 марта 1991    | Piano Man — «Пианист»                                                | 10 ноября 1985 года  | Сэм перевоплощается в Чака Даннера — талантливого пианиста. На самом деле его зовут Джо Денардо, и он вынужден скрываться под псевдонимом, так как стал свидетелем убийства. Однако его всё же находит его возлюбленная Лорейн, которую он когда-то оставил, а также убийца. Вместе с Лорейн им приходится спасаться бегством, что удаётся с трудом, так как девушка приносит сплошные несчастья. |
| 16 (47)       | 3 апреля 1991    | Southern Comforts — «Южные блага»                                    | 4 августа 1961 года  | Сэм становится Жильбером Ля Бонте — владельцем борделя. Он должен спасти одну из работающих у него девушек от расправы жестокого мужа. Сэм придумает сделать подставное фото мужа, а девушка решается признаться в побоях. |
| 17 (48)       | 10 апреля 1991   | Glitter Rock — «Сверкающий рок»                                      | 12 апреля 1974 года  | Сэм перевоплощается в рок-музыканта по имени Джеффри «Тоник» Моул, солиста популярной рок-группы «Король Гром», копирующей стиль группы Kiss. В оригинальной истории его убивают через два дня. Сэм вычисляет убийцу-Дуейна. Обезвредить его помогает сын Джеффри. |
| 18 (49)       | 18 апреля 1991   | A Hunting Will We Go — «Вдруг охотник выбегает…»                     | 18 июня 1976 года    | Сэм становится Гордоном О’Рэйли, «охотником за головами», который должен сопроводить воровку по имени Диана к шерифу, что оказывается очень нелегко, учитывая сильное желание Дианы оказаться на свободе. Сэм верит только компьютеру, но оказывается, что полицейские продажные, а Диана возвращает деньги и с неё снимают обвинения. |
| 19 (50)       | 1 мая 1991       | Last Dance Before an Execution — «Последний танец перед казнью»      | 12 мая 1971 года     | Совершив очередной квантовый скачок, Сэм оказывается на электрическом стуле в теле преступника Хесуса Ортеги. В последнюю минуту губернатор решает отсрочить казнь на 48 часов, так как помощница прокурора Тореза подала апелляцию из-за неубедительной баллистической экспертизы. Почти перед казнью Сэм признаётся в убийстве, но даёт показания, позволяющие спасти другого грабителя и снять с поста продажного прокурора. |
| 20 (51)       | 8 мая 1991       | Heart of a Champion — «Сердце чемпиона»                              | 23 июля 1955 года    | На этот раз Сэм становится Терри Сэмисом, профессиональным борцом. Его задача — уговорить брата, такого же борца, не выходить на ринг в финальном бою, иначе тот умрёт от остановки сердца. Однако Сэму приходится в финальном поединке выигрывать одному, чтобы не подвергать брата опасности. |
| 21 (52)       | 15 мая 1991      | Nuclear Family — «Атомная семейка»                                   | 26 октября 1962 года | Сэм переносится во времени в разгар Карибского кризиса и становится Эдвардом Элроем, братом продавца бомбоубежищ Мака. Он старается доказать запуганным людям, что ядерной войны не будет, однако это ему плохо удаётся. В панике сын Мака стреляет в соседа. Сэму с трудом удаётся разоружить мальчика. |
| 22 (53)       | 22 мая 1991      | Shock Theater — «Электрошок»                                         | 3 октября 1954 года  | Доктор Беккет перемещается в пациента психиатрической лечебницы Сэма Бидермана в момент электрошока. В результате в его голове перемешиваются все пережитые им личности. Эл отчаянно пытается вернуть ему здравый рассудок. Выясняется, что психически больные люди тоже могут видеть голограмму Эла, и он помогает одному из пациентов научиться писать рэп. Повторный электрошок возвращает личность Сэма. |

### Четвёртый сезон (18 сентября 1991 — 20 мая 1992)
| Номер эпизода | Дата показа      | Название эпизода                                  | Дата скачка          | Описание |
| ------------- | ---------------- | ------------------------------------------------- | -------------------- | --- |
| 1 (54)        | 18 сентября 1991 | The Leap Back — «Обратный скачок»                 | 15 июня 1945 года    | В момент разряда электрошока, который должен был переместить Сэма и вернуть ему рассудок, ударяет молния. Сэм и Эл меняются местами. Теперь Сэм стал голограммой, а Эл попадает в 1945 год — год в пределах его жизни — в тело капитана Тома Джерарда. Эл отправляет письмо в будущее с инструкцией по открыванию двери голографической камеры, за которой находиться жена Сэма и другие члены команды. В компьютер-Живчика, который оказывается ИИ с характером Барбары Стрейзанд, загружаются данные раньше 1953 года, поэтому Сэму поздно удаётся предупредить Эла об опасности убийства. Сэм решает рискнуть жизнью, чтобы спасти Эла и невесту Тома. Сэм успевает и убивает нападавшего. |
| 2 (55)        | 25 сентября 1991 | Play Ball — «Мяч в игру»                          | 6 августа 1961 года  | Сэм становится Вестором «Доком» Фуллером, игроком в бейсбол, из-за несчастного случая переведённого из высшей лиги. Ему надо постараться снова попасть в высшую лигу. |
| 3 (56)        | 2 октября 1991   | Hurricane — «Ураган»                              | 17 августа 1969 года | Сэм становится Арчи Некейсом, помощником шерифа штата Миссисипи, где бушует ураган Камилла, он предупреждает людей о надвигающейся опасности и посещает отель «Ришельё», который постигла ужасная участь. |
| 4 (57)        | 9 октября 1991   | Justice — «Правосудие»                            | 11 мая 1965 года     | Сэм становится членом Ку-клукс-клана по имени Клайд. Он должен спасти молодого активиста, который ведет борьбу за предоставление темнокожим права участвовать в выборах. |
| 5 (58)        | 16 октября 1991  | Permanent Wave — «Завивка»                        | 2 июня 1983 года     | Сэм становится парикмахером по имени Фрэнк Бьянка, он должен предотвратить гибель мальчика — свидетеля убийства. В роли мальчика снялся Джозеф Гордон-Левитт. |
| 6 (59)        | 30 октября 1991  | Raped — «Изнасилованная»                          | 20 июня 1980 года    | Сэм становится девушкой по имени Кэти Макбейн, ставшей жертвой изнасилования. Сэму предстоит убедить суд присяжных что всеми любимый парень действительно мог напасть на девушку. В этом ему помогает Эл, который создаёт голограмму Кэти, которая рассказывает как всё произошло, позволяя Сэму подробно объяснить события в суде. К сожалению, присяжные признают парня невиновным, однако он приходит к ней в тот же вечер, чтобы отомстить за обвинения. К счастью, Сэм — взрослый мужчина и гораздо сильнее молодой девушки. |
| 7 (60)        | 6 ноября 1991    | The Wrong Stuff — «Подопытный материал»           | 24 января 1961 года  | Неожиданно Сэм переносится в тело шимпанзе Бобо. В таком виде он должен остановить жестокие эксперименты над животными. |
| 8 (61)        | 13 ноября 1991   | Dreams — «Сны»                                    | 28 февраля 1979 года | Сэм становится полицейским Джеком Стоуном на задании и, зайдя в комнату, видит окровавленный труп женщины. Это всколыхнуло болезненные воспоминания Джека, и, так как их разумы смешались, Сэму стало казаться, что всё это произошло с ним. |
| 9 (62)        | 20 ноября 1991   | A Single Drop of Rain — «Одна капля дождя»        | 7 сентября 1953 года | Сэм перевоплощается в Билли Бомона — поставщика осадков, который вернулся в родной городок, чтобы вызвать дождь. Сэм должен предотвратить расставание брата Билли с женой. И, ко всему прочему, вопреки прогнозам компьютера, Сэм желает послать дождь отчаявшимся от засухи людям, вооружившись методами будущего. |
| 10 (63)       | 27 ноября 1991   | Unchained — «Освобожденный»                       | 2 ноября 1956 года   | Сэм оказывается в теле Ченса Терраса Коула — преступника в кандалах, сбежавшего с каторги вместе с другим осуждённым. Вскоре их ловят, но компьютер выясняет, что его напарник невиновен. Теперь Сэму необходимо помочь ему оказаться на свободе. |
| 11 (64)       | 8 января 1992    | The Play’s the Thing — «Удачный спектакль»        | 9 сентября 1969 года | Сэм становится начинающим актёром Джо Тёрлоу, влюблённым в женщину на 25 лет старше его. Её семья против них. А задача Сэма, главным образом, удачно сыграть следующий спектакль, но он решает помочь не только актёру, но и его любимой. |
| 12 (65)       | 15 января 1992   | Running for Honor — «В погоне за честью»          | 11 июня 1964 года    | Сэм становится кадетом морского колледжа Томми Йорком. Его задача — спасти от повешения кадета, отчисленного из колледжа за то, что тот оказался геем. Это оказывается очень непросто, так как все кадеты агрессивно настроены против геев. Даже Эл с ними соглашается. К тому же, они считают геем и Томми. |
| 13 (66)       | 22 января 1992   | Temptation Eyes — «Манящий взгляд»                | 1 февраля 1985 года  | Теперь Сэм перевоплощается в репортёра новостей Дилана Пауэлла, первым передающим о серии убийств молодых девушек. Он сталкивается с медиумом, которая помогает полиции вычислить убийцу. Она видит, что Сэм не тот человек, за которого себя выдаёт. И Сэм рассказывает ей правду о себе, рискуя больше не совершить квантовый скачок и навсегда остаться в этом времени. |
| 14 (67)       | 29 января 1992   | The Last Gunfighter — «Последний ковбой»          | 28 ноября 1957 года  | Сэм становится Тайлером Минцем, престарелым ковбоем, некогда спасшим городок от четырёх бандитов и написавшим об этом книгу. Однако его истории уже давно приелись, и горожане воспринимают их не более, чем байки. Единственный, кто по-прежнему верит герою, это его внук. Внезапно в город возвращается его старый напарник, обвиняющий Сэма во лжи и решивший во время дуэли убить бывшего товарища. Сэму, никогда прежде не стрелявшему из револьвера, приходиться тренироваться в стрельбе. В дуэли с напарником Сэм побеждает, быстрее выхватив из кобуры пистолет. |
| 15 (68)       | 26 февраля 1992  | A Song for the Soul — «Песня для души»            | 7 апреля 1963 года   | Сэм перевоплощается в чернокожую девушку Шерри, подруга которой мечтает о карьере певицы. Вместе с подругами она создаёт R’n’B-группу под названием «Конфетки», и по вечерам они выступают в кабаках тайком от родителей. Задача Сэма — примирить девушку с отцом-священником, который слишком строг с дочерью из-за боязни её потерять. |
| 16 (69)       | 4 марта 1992     | Ghost Ship — «Корабль-призрак»                    | 13 августа 1956 года | Сэм становится пилотом Эдвардом Брэкеттом, совершающим полет в зоне Бермудского треугольника. Внезапно у одной пассажирки на борту происходит разрыв аппендикса. |
| 17 (70)       | 11 марта 1992    | Roberto! — «Роберто!»                             | 27 января 1982 года  | Сэм становится Роберто Гутиэрресом — ведущим скандального ток-шоу. Он должен спасти напарницу от смерти и разоблачить директора завода химикатов. |
| 18 (71)       | 1 апреля 1992    | It’s a Wonderful Leap — «Это чудесный скачок»     | 10 мая 1958 года     | Сэм становится таксистом по имени Макс и сбивает женщину, утверждающую, что она — ангел по имени Анхела. Когда, Сэм подвозит на «собрание брокеров» мужчину с маленьким сыном, при этом говорит, что на недвижимости в будущем будут делаться большие деньги и рассказывает о строительстве небоскребов. При выходе из такси выясняется, что мальчика зовут Дональд Трамп. Анхела спасает жизнь Сэму, а тот спасает жизнь отца Макса. В конце серии Анхела целует Сэма в щёку и он её забывает, в отличие от Эла. |
| 19 (72)       | 8 апреля 1992    | Moments to Live — «Моменты жизни»                 | 4 мая 1985 года      | Сэм перевоплощается в телевизионного актёра Кайла Харта, играющего доктора в мыльной опере. Его похищает женщина, которая не может отличить жизнь от сериала. |
| 20 (73)       | 22 апреля 1992   | The Curse of Ptah-Hotep — «Проклятие Птах-Хотепа» | 2 марта 1957 года    | Сэм становится профессором археологии Дейлом Конвеем и участвует во вскрытии древней запечатанной гробницы Птах-Хотепа в Египте. |
| 21 (74)       | 13 мая 1992      | Stand Up — «Выступление»                          | 30 апреля 1959 года  | Сэм становится Дэвидом Паркером, комиком в команде с раздражительным парнем Маком и очаровательной девушкой Френки. Он организует несколько номеров для трио, примиряет Мака и Френки, которые на самом деле без ума друг от друга. Так же Сэм спасает троицу от убийства, договорившись с мафиози. В роли Мака выступает комик Боб Сагет, а Френки - Ясбек Эми. |
| 22 (75)       | 20 мая 1992      | A Leap for Lisa — «Скачок для Лизы»               | 25 июня 1957 года    | Сэм переносится в молодого Эла Калавичи и сначала подставляет Эла, скрывая его алиби. Затем Сэм спасает друга от обвинения в убийстве, отправив молодую версию Эла во время до трагедии. |

### Пятый сезон (22 сентября 1992 — 5 мая 1993)
| Номер эпизода | Дата показа      | Название эпизода                                                               | Дата скачка                               | Описание |
| ------------- | ---------------- | ------------------------------------------------------------------------------ | ----------------------------------------- | --- |
| 1-2 (76-77)   | 22 сентября 1992 | Lee Harvey Oswald — «Ли Харви Освальд»                                         | 5 октября 1957 года / 22 ноября 1963 года | Сэм перевоплощается в Ли Харви Освальда— человека, подозреваемого в убийстве президента Джона Кеннеди. Сэм полагает, что должен предотвратить убийство Кеннеди, однако сущность Освальда полностью поглощает сущность доктора Беккета. Освальд-Сэм стреляют по кортежу президента, но жена Кеннеди остаётся жива. |
| 3 (78)        | 29 сентября 1992 | Leaping of the Shrew — «Укрощение строптивой»                                  | 27 сентября 1956 года                     | Сэм в облике Никоса Стататоса, судового механика, оказывается в открытом море с избалованной дочерью богатого судовладельца. Из-за неумелых действий Сэма как моряка, они попадают на необитаемый остров. Девушка влюбляется в Никоса. Приглашённая звезда — Брук Шилдс. |
| 4 (79)        | 6 октября 1992   | Nowhere to Run — «Некуда бежать»                                               | 10 августа 1968 года                      | Сэм становится безногим ветераном Вьетнама Рональдом Миллером и должен предотвратить самоубийство своего товарища по госпиталю. В роли медсестры Кики — Дженнифер Энистон. |
| 5 (80)        | 20 октября 1992  | Killin' Time — «Успеть вовремя»                                                | 18 июня 1958 года                         | Сэм перевоплощается в серийного убийцу по имени Леон Стайлз, сбежавшего из тюрьмы и взявшего в заложники женщину с ребёнком. Ситуация усугубляется тем, что настоящий преступник сбежал из зала ожидания, а значит Сэм не сможет совершить скачок, пока того не поймают и не приведут обратно. |
| 6 (81)        | 27 октября 1992  | Star Light, Star Bright — «Свет звезды, блеск звезды»                          | 21 мая 1966 года                          | Сэм становится 79-летним стариком по имени Максвелл Стоддард и пытается доказать существование НЛО. |
| 7 (82)        | 10 ноября 1992   | Deliver Us from Evil — «Избавь от лукавого»                                    | 19 марта 1966 года                        | Сэм снова становится Джимми Ла Матта, только двумя годами позднее. Пока он радуется тому, что вновь оказался среди знакомых и любимых людей, компьютер выдаёт данные, что Сэм каким-то образом меняет будущее в худшую сторону. В итоге доктор Беккет сталкивается с девушкой по имени Алия, которая тоже путешествует во времени и в данный момент находится в теле Конни — жены Фрэнка, брата Джимми. Только в отличие от Сэма её задача — не исправлять ошибки прошлого, а наоборот — уничтожать всё хорошее и доброе.                                                                             |
| 8 (83)        | 17 ноября 1992   | Trilogy. Part 1: One Little Heart — «Трилогия. 1 часть: одно маленькое сердце» | 8 августа 1955 года                       | Сэм становится шерифом маленького южного городка Клейтоном Фуллером. Его задача — спасти свою дочь Абигейл от гнева разъярённой женщины, которая потеряла дочь и мужа, и винит во всём 10-летнюю девочку. |
| 9 (84)        | 24 ноября 1992   | Trilogy. Part 2: For Your Love — «Трилогия. 2 часть: ради твоей любви»         | 14 июня 1966 года                         | Сэм переносится в тот же городок и становится Уиллом Киндманом — заместителем шерифа, готовящимся к свадьбе с Абигейл, ставшей к этому времени прекрасной девушкой. Однако прошлое вновь напоминает о себе. В городе пропадает ребёнок, и рассерженные горожане собираются устроить самосуд над Абигейл, считая её убийцей. |
| 10 (85)       | 24 ноября 1992   | Trilogy. Part 3: The Last Door — «Трилогия. 3 часть: последняя дверь»          | 28 июля 1978 года                         | Сэм вновь возвращается к Абигейл. На этот раз в роли адвоката Ларри Стэнтона, некогда покинувшего этот городок. Теперь ему предстоит вернуться, чтобы защищать Абигейл в суде за убийство женщины, дочь которой погибла 25 лет назад. После нахождения останков дочери женщина не смогла смириться с тем, что Абигейл не будет привлечена к суду, и решила по-своему отомстить Абигейл. Несмотря на то, что Сэм многое не помнит из предыдущих двух скачков, он понимает, что его чувства к Абигейл остались прежними, и узнаёт, что у него есть дочь после единственной ночи, проведённой с Абигейл. |
| 11 (86)       | 15 декабря 1992  | Promised Land — «Земля обетованная»                                            | 22 декабря 1971 года                      | Сэм перевоплощается в студента Уильяма Уолтерса в тот момент, когда он с двумя своими братьями грабит банк. Его старший брат, стараясь спасти от разорения ферму после смерти отца, согласился на заём владельца банка, хотя владелец банка прекрасно знал, что они не сумеют его вовремя погасить. Сэм пытается разоблачить владельца банка. Однако этот скачок ещё большее испытание для него, ведь он оказался в своём родном городке среди знакомых людей, и его отец ещё жив. |
| 12 (87)       | 5 января 1993    | A Tale of Two Sweeties — «Двоеженец»                                           | 25 февраля 1958 года                      | Сэм перевоплощается в коммивояжёра Мартина Элроя, человека, живущего на две семьи. Кроме того, Мартин — заядлый игрок, постоянно проигрывающий деньги на скачках и в карты. Задача состоит в том, чтобы выбрать одну из жён и не дать им встретиться. Однако честный Сэм в очередной раз решил пойти наперекор компьютеру. |
| 13 (88)       | 12 января 1993   | Liberation — «Равноправие»                                                     | 16 октября 1968 года                      | Сэм становится Маргарет Санденс, домохозяйкой, принижаемой мужем, которая вместе с дочерью борется за равноправие мужчин и женщин в группе таких же женщин. |
| 14 (89)       | 19 января 1993   | Dr. Ruth — «Доктор Рут»                                                        | 25 апреля 1985 года                       | Сэм перевоплощается в доктора Рут Вестхаймер, которая даёт по радио советы относительно секса и прочих интимных вопросов. Настоящая доктор Рут в зале ожидания помогает Элу понять его проблемы в отношениях с женщинами. |
| 15 (90)       | 9 февраля 1993   | Blood Moon — «Кровавая луна»                                                   | 10 марта 1975 года                        | Сэм перевоплощается в художника Найджела Коррингтона, считающего себя вампиром. Он женат на девушке, которая будет обескровлена в результате жертвоприношения в ночь Кровавой луны. Помимо спасения девушки, Сэм берёт на себя ещё одну: доказать перепуганному Элу, что вампиров не существует, и это — всего лишь маскарад. Один из немногих скачков Сэма за пределы США (в данном случае — в Великобританию). |
| 16 (91)       | 23 февраля 1993  | Return of the Evil Leaper — «Зло возвращается»                                 | 8 октября 1956 года                       | Сэм перевоплощается в студента Арнольда Уоткинса, который носит маску и именует себя «Ночной мститель». Он хочет остановить опасные испытания для принятия новичков в братство. Основная задача стоит не перед Сэмом, а перед Элом, который должен убедить этого парня прекратить свои безрассудные действия. И здесь Сэм снова встречает Алию… |
| 17 (92)       | 23 февраля 1993  | Revenge of the Evil Leaper — «Зло бросает вызов»                               | 16 сентября 1987 года                     | Сэм и Алия вместе совершают скачок и попадают в женскую тюрьму. Они оказываются в телах двух заключённых, обвиняемых в убийстве сокамерницы. Сэм при помощи гипноза заставляет Алию думать, что она на самом деле та, в кого переместилась, чтобы её компьютер из будущего потерял с ней связь. Однако бывшая голограмма Алии Зои следует за ней в 1987 год и перевоплощается в начальника тюрьмы с намерением убить изменницу. Сэм старается защитить Алию от Зои, но в тюрьме под постоянными пытками и унижениями это сделать совсем непросто.                                                     |
| 18 (93)       | 2 марта 1993     | Goodbye Norma Jean — «Прощай, Норма Джин»                                      | 4 апреля 1960 года                        | Новый скачок воплощает мечту любого мужчины: Сэм становится водителем самой Мэрилин Монро. Он должен спасти актрису от преждевременной смерти, чтобы она снялась в своей картине «Неприкаянные». |
| 19 (94)       | 16 марта 1993    | The Beast Within — «Внутренний зверь»                                          | 6 ноября 1972 года                        | Сэм становится одним из ветеранов Вьетнама по имени Генри Адамс. Он должен достать лекарство для своего друга, страдающего приступами эпилепсии после ранения в голову на войне. Однако сын его погибшего друга принимает его за снежного человека и отправляется за ним, чтобы предоставить матери и отчиму доказательства того, что он существует. |
| 20 (95)       | 30 марта 1993    | The Leap Between the States — «Перемещение в предка»                           | 20 сентября 1862 года                     | Впервые Сэм переносится за пределы собственной жизни в XIX век и оказывается прямо в гуще Гражданской войны. Элу с трудом удаётся найти Сэма. Оказывается, переход во времени за пределы собственной жизни возможен, если переходишь в своего родственника. Так доктор Бэккет становится капитаном Джоном Бэккетом — своим прапрадедом, участником Гражданской войны на стороне Севера. Его задача помочь беглым рабам и спасти от виселицы их проводника негра Айзека — деда Мартина Лютера Кинга.                                                                                                   |
| 21 (96)       | 20 апреля 1993   | Memphis Melody — «Мемфисская мелодия»                                          | 3 июля 1954 года                          | Сэм становится Элвисом Пресли в те дни, когда он только начал свой путь к славе. Сэм должен помочь девушке Сью Энн удачно выступить на конкурсе талантов, чтобы начать карьеру певицы. Однако, пытаясь ей помочь, Сэм ставит под удар будущее Элвиса, но спасает его ураганным рок-н-ролом. |
| 22 (97)       | 5 мая 1993       | Mirror Image — «Зеркальное отражение»                                          | 8 августа 1953 года                       | Сэм становится самим собой, но оказывается перемещенным в момент своего рождения в некий бар, в котором происходят странные вещи. Эл и Живчик долго не могут его найти, так как в голографической камере пусто. Бармен открывает Сэму истинный («божественный» или «высший») смысл его перемещений во времени. Сэм переносится к первой жене Эла без использования чужого тела и помогает ей дождаться мужа. Титры в конце утверждают, что Сэм никогда не вернулся домой. |